# Strumigenys sublaminata
Strumigenys sublaminata är en myrart som beskrevs av Brown 1959. Strumigenys sublaminata ingår i släktet Strumigenys och familjen myror. Inga underarter finns listade i Catalogue of Life.